# Dorota Cianciara
Dorota Antonina Cianciara (ur. 1954) – specjalista promocji zdrowia i zdrowia publicznego, nauczyciel akademicki, doktor habilitowany nauk medycznych, profesor CMKP.

## Życiorys
Absolwentka VI Liceum Ogólnokształcącego im. Tadeusza Reytana w Warszawie (1972) i studiów z zakresu zoologii na Uniwersytecie Warszawskim (1977). Stopień doktora uzyskała w 1995 w Państwowym Zakładzie Higieny – Instytucie Naukowo-Badawczym w Warszawie na podstawie rozprawy pt. Wiedza o AIDS, postawy i zachowania związane z AIDS wśród mężczyzn rozpoczynających zasadniczą służbę wojskową. W 2007 w tym samym instytucie uzyskała stopień doktora habilitowanego na podstawie dorobku naukowego oraz pracy pt. Ocena struktury oraz użyteczności informacji zawartych w materiałach reklamujących produkty lecznicze dostępne bez recepty z perspektywy nowego zdrowia publicznego.
Zawodowo związana z Narodowym Instytutem Zdrowia Publicznego – Państwowym Zakładem Higieny oraz Szkołą Zdrowia Publicznego Centrum Medycznego Kształcenia Podyplomowego, gdzie jest kierownikiem Zakładu Epidemiologii i Promocji Zdrowia oraz przez dwie kadencje od 2011 do 2018 była dyrektorem tej instytucji. Wiceprezes Polskiego Towarzystwa Oświaty Zdrowotnej.
W latach 2016–2019 pełniła funkcję konsultanta wojewódzkiego w zakresie zdrowia publicznego w województwie mazowieckim.
Autorka lub współautorka ponad 100 publikacji z zakresu promocji zdrowia i zdrowia publicznego, w tym m.in. autorka książki pt. Zarys współczesnej promocji zdrowia.

## Odznaczenia
- Medal Komisji Edukacji Narodowej (2017)
- Odznaka Honorowa „Za Zasługi dla Ochrony Zdrowia” (2008)